# Аппроксимация
Аппроксима́ция (от лат. proxima — ближайшая) или приближе́ние — упрощение, замена сложного более простым, но схожим в результате.
Аппроксимация позволяет исследовать числовые характеристики и качественные свойства объекта, сводя задачу к изучению более простых или более удобных объектов (например, таких, характеристики которых легко вычисляются или свойства которых уже известны). В теории чисел изучаются диофантовы приближения, в частности, приближения иррациональных чисел рациональными. В геометрии рассматриваются аппроксимации кривых ломаными. Некоторые разделы математики в сущности целиком посвящены аппроксимации, например, теория приближения функций, численные методы анализа.
В переносном смысле употребляется в философии как метод приближения, указание на приблизительный, неокончательный характер. Например, в таком смысле термин «аппроксимация» активно употреблялся Сёреном Кьеркегором (1813—1855) в «Заключительном ненаучном послесловии…».

## Остаточный член
Остаточный член — разность между заданной функцией и функцией её аппроксимирующей.
Тем самым оценка остаточного члена является оценкой точности рассматриваемой аппроксимации. Этот термин применяется, например, в формуле ряда Тейлора.

## Примеры
- Приблизить действительное число {\displaystyle \alpha } дробью со знаменателем {\displaystyle n} — это значит из всех дробей со знаменателями {\displaystyle n} найти ближайшую к числу {\displaystyle \alpha }.
- Для приближённого вычисления интеграла используется формула прямоугольников или формула трапеций, или более сложная формула Симпсона. Фактически при этом происходит приближение подынтегральной функции ступенчатой функцией или вписанной ломаной, интеграл от которой считается мгновенно.
- Для вычисления значений сложных функций часто используется вычисление значения отрезка ряда, аппроксимирующего функцию.
- Для обработки экспериментальных или натурных данных. Тут следует рассматривать два случая: 1) аппроксимирующая функция ограничена диапазоном заданных точек и служит в качестве только интерполирующей зависимости; 2) аппроксимирующая функция выступает в роли физического закона и с её помощью допускается экстраполировать переменные. Приведём пример. Пусть на основе натурных наблюдений получены следующие пары чисел {\displaystyle x} и {\displaystyle y}.:

{\displaystyle x\qquad y}
{\displaystyle 2\quad 0,3842}
{\displaystyle 3\quad 1,1062}
{\displaystyle 4\quad 2,6291}
{\displaystyle 5\quad 7,8320}
{\displaystyle 6\quad 17,379}
{\displaystyle 7\quad 36,607}
{\displaystyle 8\quad 66,696}
{\displaystyle 9\quad 104,43}
Если функция будет использована только для интерполяции, то достаточно аппроксимировать точки полиномом, скажем, пятой степени:
{\displaystyle y=ax^{5}+bx^{4}+cx^{3}+dx^{2}+fx+k}
где:
{\displaystyle a=-0,0190543}
{\displaystyle b=0,4874708}
{\displaystyle c=-4,3207141}
{\displaystyle d=18,3040989}
{\displaystyle f=-36,58884}
{\displaystyle k=27,7555259}
Намного сложней обстоит дело в случае, если приведённые выше натурные данные служат опорными точками для выявления закона изменения {\displaystyle y=F(x)} с известными граничными условиями. Например: {\displaystyle F(0)=0} и {\displaystyle F(\infty )\to \infty }. Тут уже качество результата зависит от профессионализма исследователя. В данном случае наиболее приемлемым окажется закон:
{\displaystyle y=ax^{b}\mathrm {arctg} {\big (}e^{cx^{d}+f}{\big )}}
где:
{\displaystyle a=1,87926}
{\displaystyle b=1,76696}
{\displaystyle c=0,532588}
{\displaystyle d=1,01509}
{\displaystyle f=-4,16485}
Для оптимального подбора параметров уравнений обычно используют метод наименьших квадратов.